# Костенко, Павел Фёдорович
Павел Фёдорович Костенко — советский хозяйственный, государственный и политический деятель, Герой Социалистического Труда.

## Биография
Родился в 1923 году на хуторе Гундоровский. Член КПСС с 1945 года.
Участник Великой Отечественной войны. С 1943 года — на хозяйственной, общественной и политической работе. В 1943—1993 гг. — уполномоченный райкомзема по Романовскому и Донскому сельским Советам, председатель Ельмутянского сельпо, председатель Орловского сельпо, инструктор сельхозотдела райкома КПСС, председатель колхоза имени Димитрова, председатель колхоза «Победа», председатель колхоза имени XX партсъезда Орловского района Ростовской области
Указом Президиума Верховного Совета СССР от 7 декабря 1973 года присвоено звание Героя Социалистического Труда с вручением ордена Ленина и золотой медали «Серп и Молот».
Избирался депутатом Верховного Совета СССР 8-го и 9-го созывов. Делегат XXV и XXVII съездов КПСС.
Умер в 1997 году.